# 查氏犁齒䲁
查氏犁齒䲁（學名：Entomacrodus chapmani），又稱查氏間頸鬚䲁，為輻鰭魚綱鳚形目䲁科犁齒䲁屬的一種，被IUCN列為易危保育類動物，分布於東南太平洋復活節島海域，本魚體延長形，稍側扁，似圓柱狀，頭鈍短，頭頂無冠膜，頸部無葉片狀皮瓣，僅有一低皮褶，鼻鬚掌狀分支，眼上有觸鬚，背鰭與尾柄相連，體長可達3.9公分，成魚棲息於沿岸水域的岩石區，幼魚為浮游性，雌魚產附著性卵，雄魚有護卵行為，生活習性不明。